# Ананьино (Пермский край)
Ананьино — село в Чернушинском районе Пермского края. Административный центр Ананьинского сельского поселения.
Село находится примерно в 12 км к северу от центра города Чернушки на реке Сульмаш, правом притоке реки Быстрый Танып.

## Население
По результатам переписи 2010 года численность населения составила 568 человек, в том числе 277 мужчин и 291 женщина.
Ранее численность населения составляла: 238 человек (1869 год), 371 человек (1926 год), 509 человек (1981), 603 человека (2002 год), 612 человек (2005 год).

## История
Впервые упоминается в письменных источниках в 1853 году. Статус села с 1920 года. С 1924 года по январь 2006 года Ананьино было административным центром Ананьинского сельского совета.